# کورودا ناگاتومو
کورودا ناگاتومو (به ژاپنی: 黒田 長知 Kuroda Nagatomo); ۲ فوریهٔ ۱۸۳۸ – ۷ ژانویهٔ ۱۹۰۲) سامورایی اهل قلمروی فوکوئوکا در ژاپن بود.